# Saint-Laurent-des-Arbres
Saint-Laurent-des-Arbres er en kommune i departementet Gard i regionen Languedoc-Roussillon i det sydlige Frankrig. Kommunen ligger i kantonen Roquemaure som tilhører arrondissementet Nîmes. I 2010 havde Saint-Laurent-des-Arbres 2.400 indbyggere.

## Befolkningsudvikling
Antal indbyggere i kommunen Saint-Laurent-des-Arbres
Kilde:INSEE